# Sigyn Sahlin
Sigyn Sahlin, folkbokförd Sigun Inga Margareta Korposoff, ogift Sahlin, född 16 juli 1926 i S:t Matteus församling i Stockholm, död 28 juni 2010 i Gustavsberg, var en svensk skådespelare, scripta och kläddesigner.
Som skådespelare medverkade Sigyn Sahlin bland annat i ett antal svenska filmproduktioner under 1950-talet, i filmer om såväl Åsa-Nisse som Lille Fridolf. Under namnet Sigyn Korposoff översatte hon tillsammans med Lars Korposoff pjäsen I Jakobs skugga av Michael Cook som gavs på Södra Teatern i Stockholm 1980.
Sigyn Sahlin var dotter till förste kontoristen Knut Georg Sahlin (1896–1967) och Margareta Susanna, ogift Landstedt (1897–1944). Sigyn Sahlin var gift första gången 1964–1969 med filmfotografen Rolf Maurin (1920–2010) och andra gången 1970 med skådespelaren Lars Korposoff (1930–2020).

## Filmografi, roller
- 1951 – Sköna Helena
- 1952 – Åsa-Nisse på nya äventyr
- 1952 – Kalle Karlsson från Jularbo
- 1952 – Hon kom som en vind
- 1952 – Flottare med färg
- 1952 – När syrenerna blomma
- 1953 – Ogift fader sökes
- 1958 – Fridolf sticker opp!

## Teater

### Roller
| År   | Roll        | Produktion                                                                          | Regi          | Teater                  |
| ---- | ----------- | ----------------------------------------------------------------------------------- | ------------- | ----------------------- |
| 1949 | Medverkande | Om ni behagar, revy Charles Henry, Harry Iseborg och Karl-Ewert                     | Werner Ohlson | Odeonteatern, Stockholm |
| 1950 | Medverkande | Förtjusningens hus, revy Karl-Ewert, Charles Henry, Harry Iseborg och Werner Ohlson | Werner Ohlson | Odeonteatern, Stockholm |
| 1950 | Medverkande | Folk i farten, revy Karl-Ewert                                                      | Werner Ohlson | Odeonteatern, Stockholm |
| 1951 | Medverkande | De' som gömmes i snö, revy Karl-Ewert                                               | Werner Ohlson | Odeonteatern, Stockholm |

### Fotnoter
1. ↑  ”Sigyn Sahlin”. Svensk Filmdatabas. http://sfi.se/sv/svensk-filmdatabas/Item/?type=PERSON&itemid=63850&ref=%2ftemplates%2fSwedishFilmSearchResult.aspx%3fid%3d1225%26epslanguage%3dsv%26searchword%3dSigyn+Sahlin%26type%3dPerson%26match%3dBegin%26page%3d1%26prom%3dFalse. Läst 17 augusti 2012.
2. ↑  I Jakobs skugga : (...) den nya, kanadensiska och mycket uppmärksammade pjäsen / av Michael Cook i Svensk Mediedatabas. Åtkomst 11 juli 2013.
3. 1 2  Sveriges Dödbok 1901–2009, DVD-ROM, Version 5.00, Sveriges Släktforskarförbund (2010).
4. ↑  Sveriges befolkning 1990, CD-ROM, Version 1.00, Riksarkivet (2011).
5. ↑  Odd (25 september 1949). ”'Om ni behagar' på Odéonteatern”. Dagens Nyheter:  s. 11. http://arkivet.dn.se/arkivet/tidning/1949-09-25/259/11. Läst 14 februari 2016.
6. ↑  Lbk (2 januari 1950). ”'Förtjusningens hus' på Odéonteatern”. Dagens Nyheter:  s. 20. http://arkivet.dn.se/arkivet/tidning/1950-01-02/1/20. Läst 14 februari 2016.
7. ↑  Öhn (28 september 1950). ”Teater Musik Film: Odéons höstrevy”. Dagens Nyheter:  s. 9. http://arkivet.dn.se/arkivet/tidning/1950-09-28/262/9. Läst 14 februari 2016.
8. ↑  ”Tidningsnotis”. Dagens Nyheter:  s. 12. 31 december 1950. http://arkivet.dn.se/arkivet/tidning/1950-12-31/354/12. Läst 6 mars 2016.